# Semiothisa promiscuata
Semiothisa promiscuata är en fjärilsart som beskrevs av Ferguson 1974. Semiothisa promiscuata ingår i släktet Semiothisa och familjen mätare. Inga underarter finns listade i Catalogue of Life.